# Copa Presidente Federación Castellana de Fútbol de 1941
La Copa Presidente Federación Castellana de 1941 fue disputada por los mejores clubes de la región centro, presidida por la Federación Castellana de Fútbol, que organizó los partidos y donó el trofeo. Se cree que fue una sucesión del Campeonato Regional Centro, tras la supresión del mismo en detrimento del ya asentado Campeonato nacional de Liga, para dar continuidad a las competiciones regionales en la zona centro o castellana. Por tal motivo la denominación pasó a cambiarse de Copa Federación Centro o Castilla a Copa Presidente de la Federación Castellana.
Ésta fue la primera edición conocida bajo la nueva denominación y en ella se enfrentaron el campeón y el subcampeón del anterior Campeonato Mancomunado Centro, del otrora conocido como Campeonato Regional Centro, el Club Atlético-Aviación y el Real Madrid Club de Fútbol. La contienda se disputó a doble partido, el primero el 15 de junio en el Estadio de Chamartín y el segundo el 22 de junio en el Estadio de Vallecas, lugar donde jugaba temporalmente el Atlético hasta que se terminaron las obras de reconstrucción por la Guerra, del Estadio Metropolitano.
El Atlético-Aviación se proclamó vencedor por primera vez del torneo.

## Partidos
| Partido de ida; 15 de junio de 1941 | Real Madrid C. F. | 1:0 (0:0) | Club Atlético-Aviación | Estadio de Chamartín, Madrid      |                                   |
|                                     | Arbiza 64'        | Reporte   |                        | Árbitro(s): Ramón Melcón (Madrid) | Árbitro(s): Ramón Melcón (Madrid) |

| Partido de vuelta; 22 de junio de 1941              | Club Atlético-Aviación | 3:0 (2:0) | Real Madrid C. F. | Estadio de Vallecas, Madrid |                       |
|                                                     | Arencibia · Campos     | Reporte   |                   | Árbitro(s): Sin datos       | Árbitro(s): Sin datos |
| Campeón el equipo rojiblanco por un global de 3 - 1 |                        |           |                   |                             |                       |

| Bandera de la Comunidad de Madrid   |
| Campeón Atlético-Aviación de Madrid |